# Seznam vrcholů v Jičínské pahorkatině

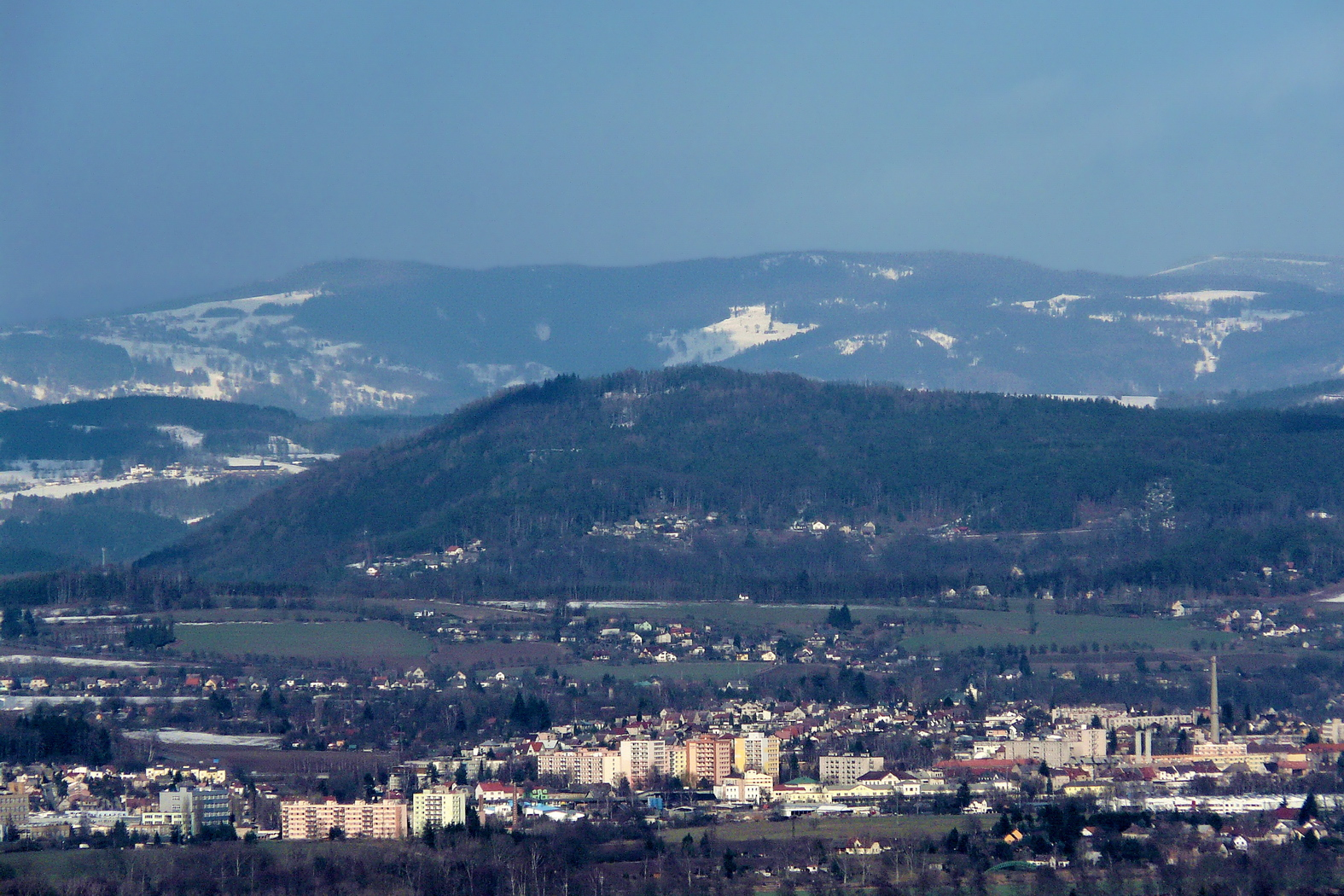
Sokol (563 m)

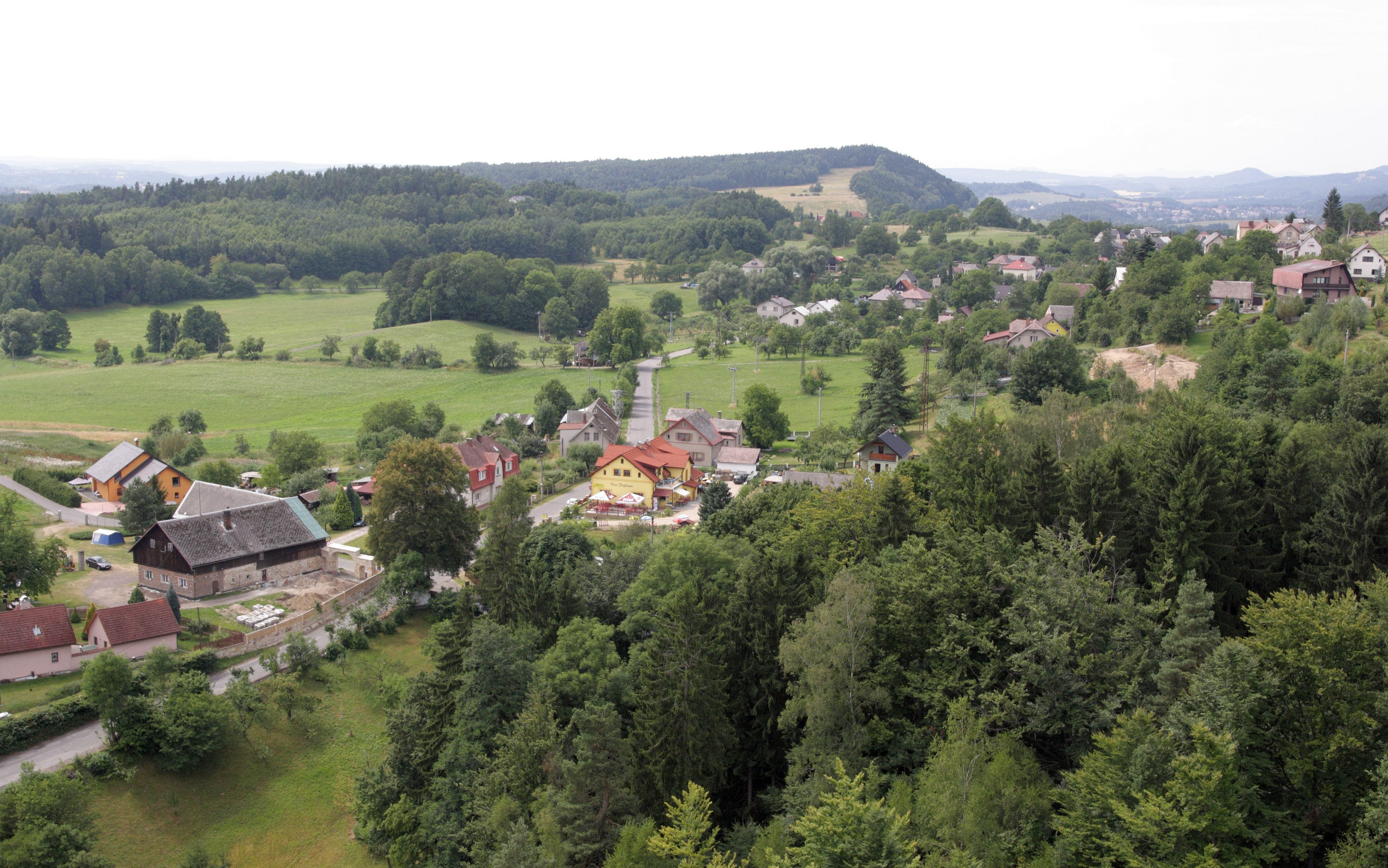
Zabolky (531 m)

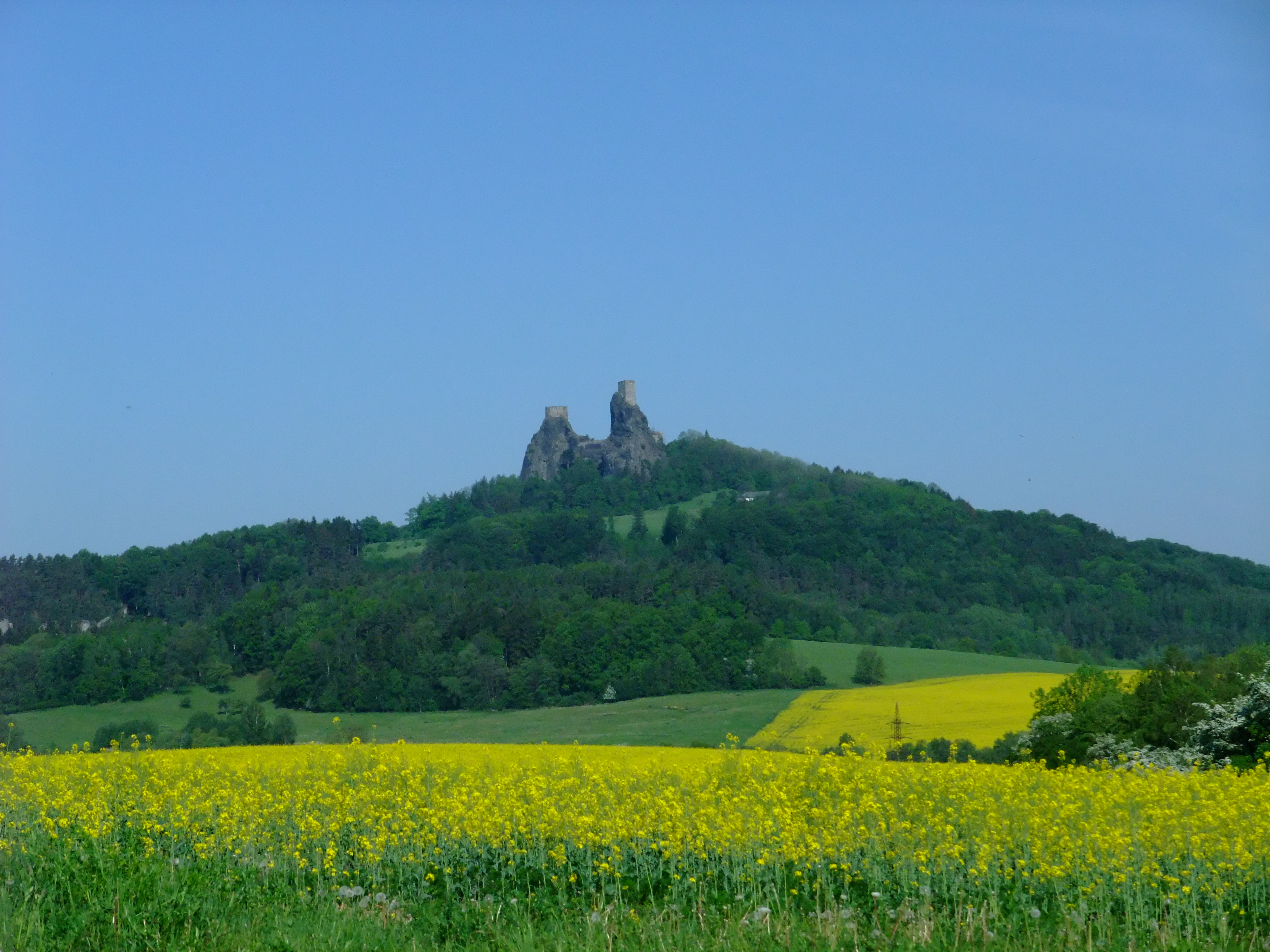
Trosky (511 m)

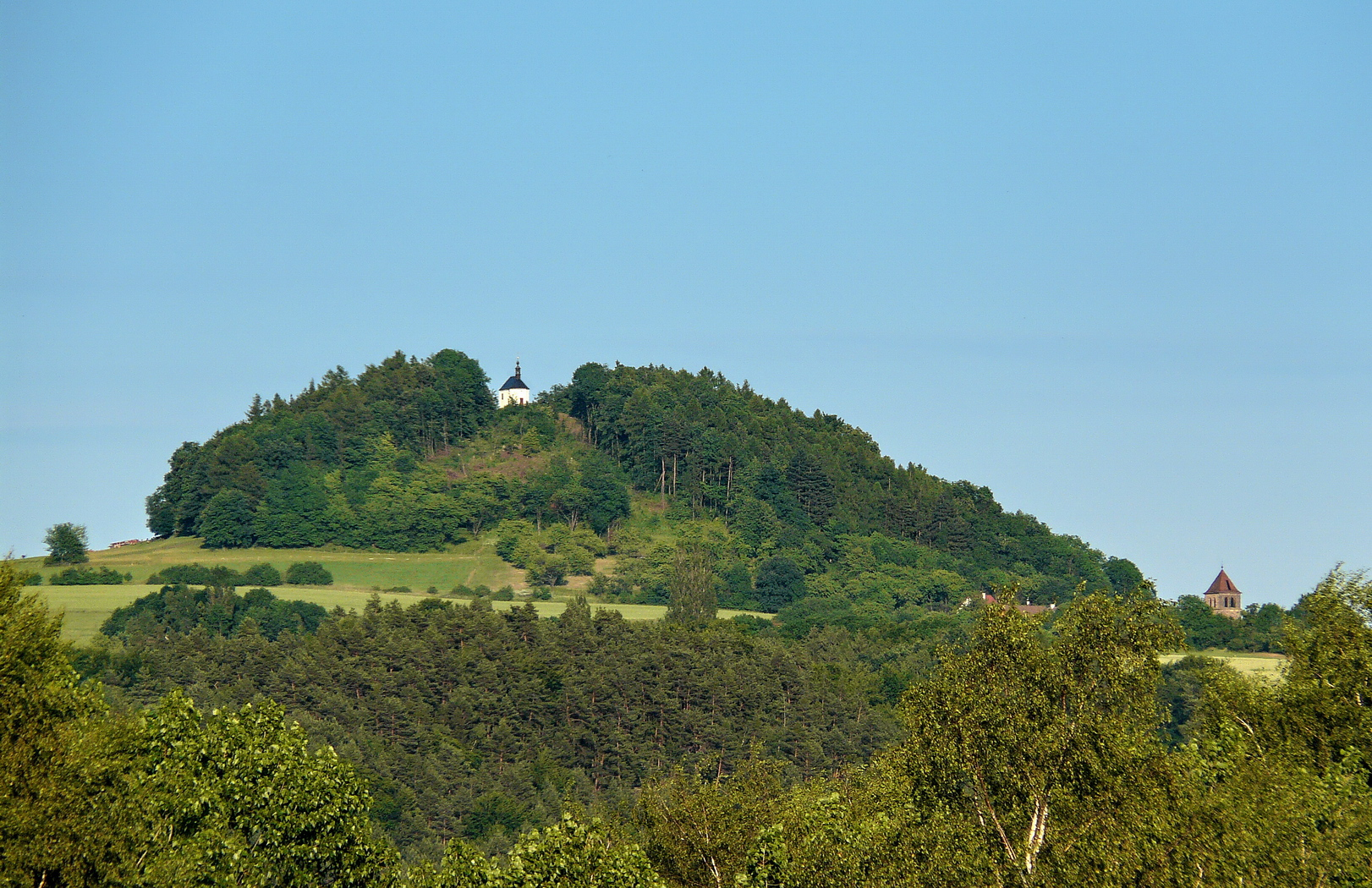
Vyskeř (466 m)

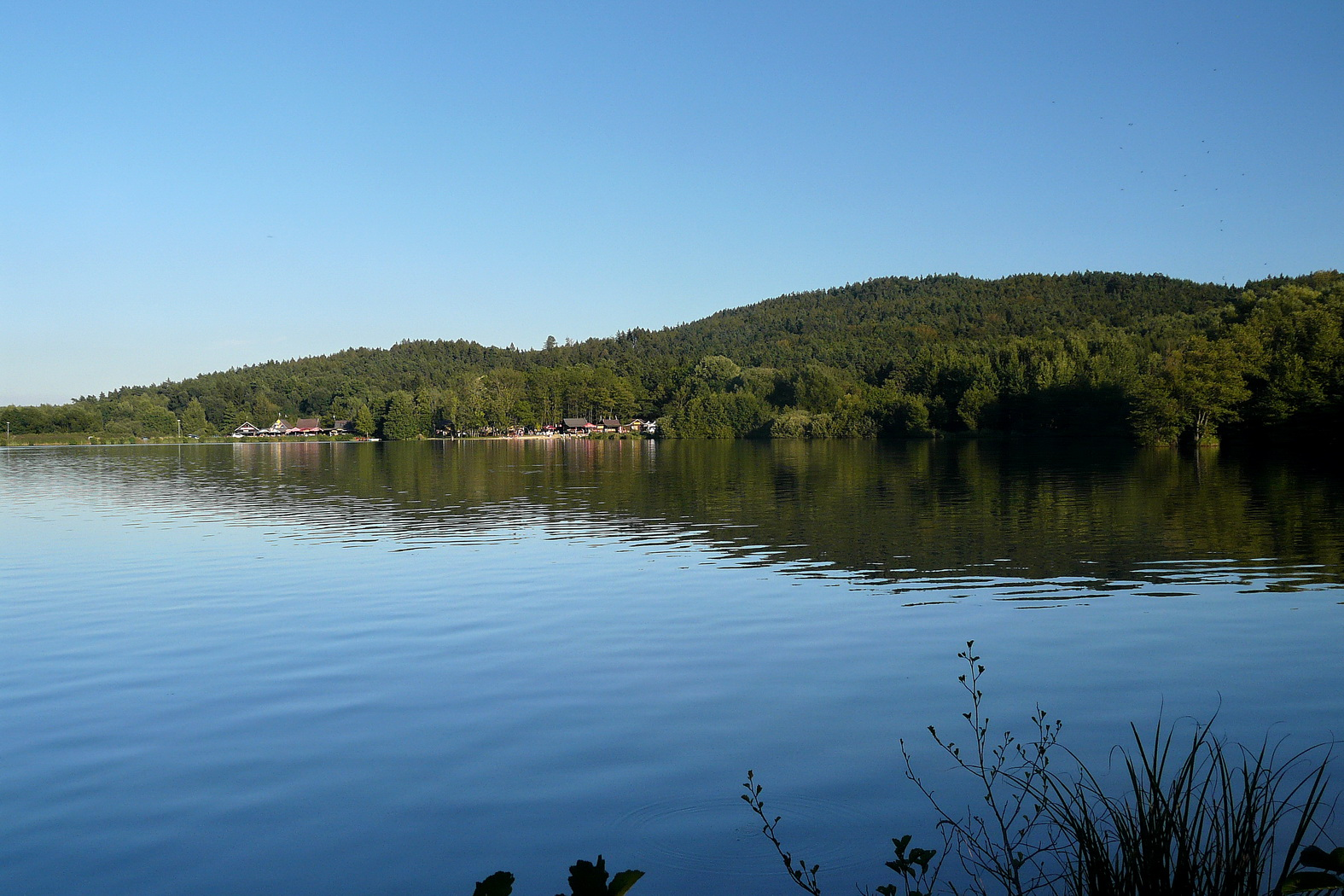
Přivýšina (464 m)

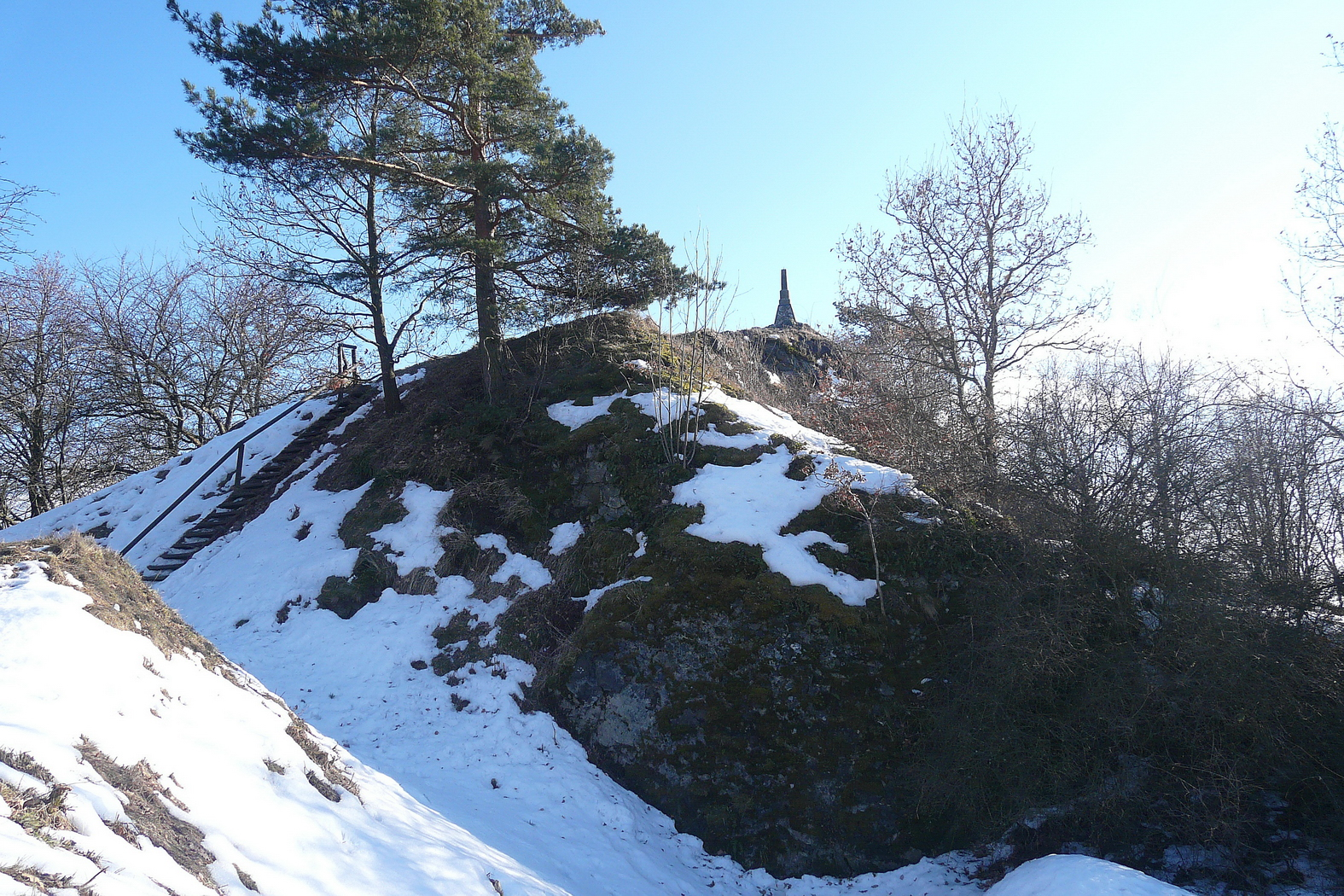
Mužský (463 m)

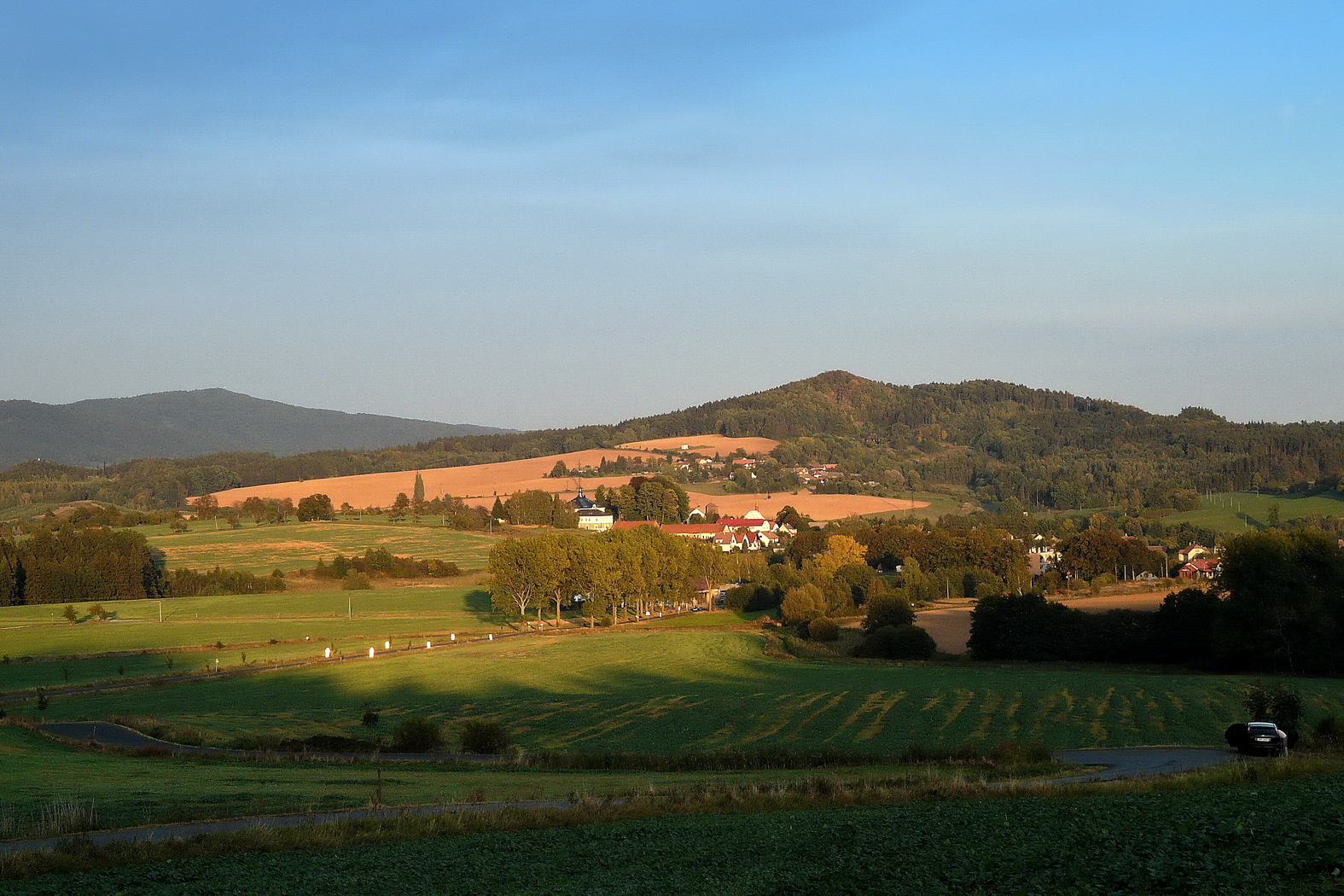
Velká hůra (458 m)

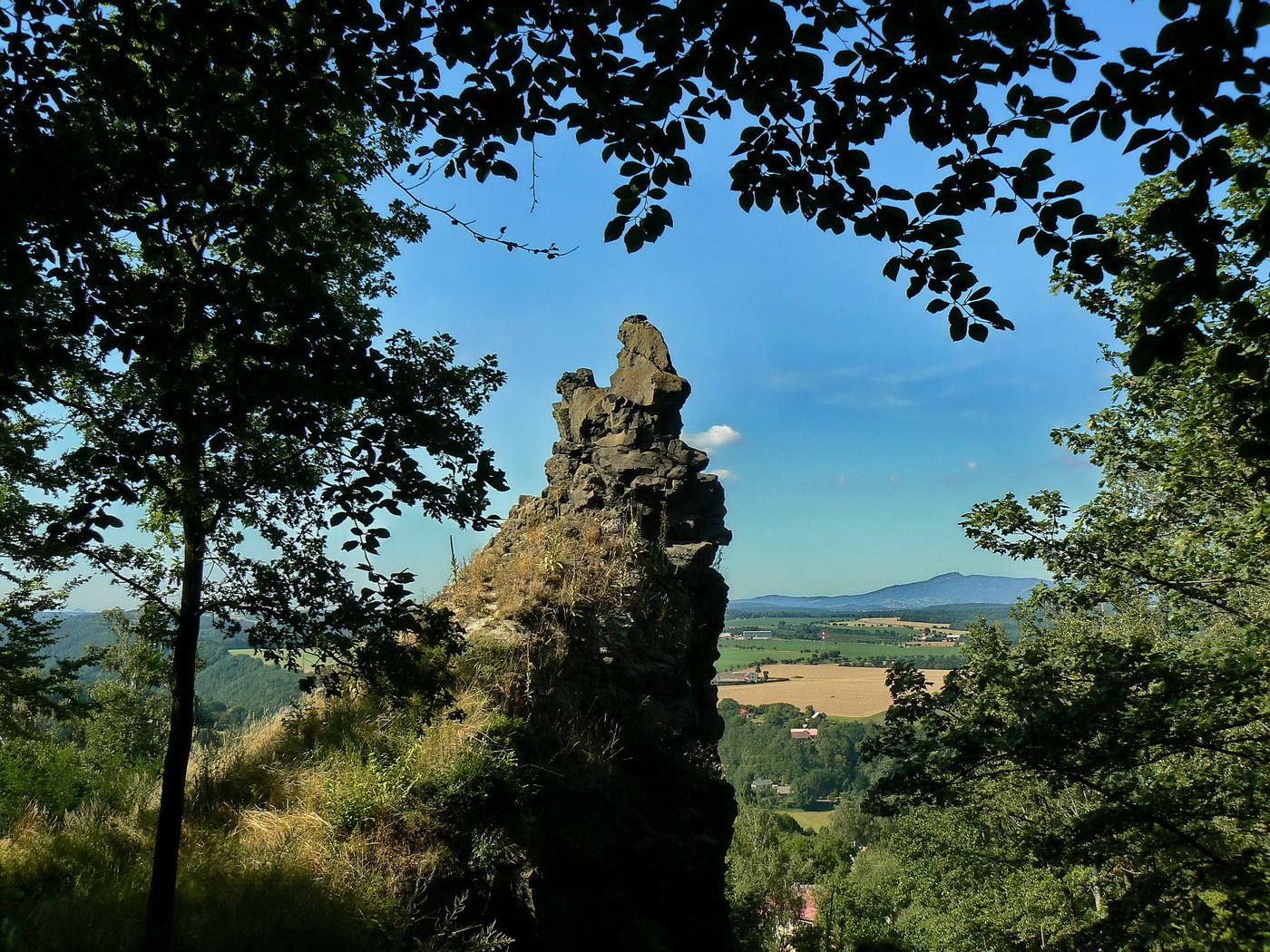
Káčov (351 m)

Seznam vrcholů v Jičínské pahorkatině obsahuje pojmenované jičínské vrcholy s nadmořskou výškou nad 400 m nebo s prominencí nad 100 metrů. Seznam je založen na údajích dostupných na stránkách Mapy.cz a ze základních topografických map České republiky. Jako hranice pohoří byla uvažována hranice stejnojmenného geomorfologického celku.

## Seznam vrcholů podle výšky
Seznam vrcholů podle výšky obsahuje pojmenované vrcholy s výškou nad 400 m n. m. Nejvyšší hory se nachází v podcelku Turnovská pahorkatina, včetně nejvyššího Sokolu (563 m).

| #   | Vrchol            | Výška m n. m. | Souřadnice                       | Okrsek                  | Přístup                                             |
| --- | ----------------- | ------------- | -------------------------------- | ----------------------- | --------------------------------------------------- |
| 1.  | Sokol             | 563           | 50°37′56″ s. š., 15°12′20″ v. d. | Turnovská stupňovina    | žlutá turistická značka                             |
| 2.  | Zabolky           | 531           | 50°39′13″ s. š., 15°07′45″ v. d. | Českodubská pahorkatina | neznačeno                                           |
| 3.  | Dehtovská horka   | 526           | 50°25′59″ s. š., 15°44′08″ v. d. | Libotovský hřbet        | neznačeno                                           |
| 4.  | Trosky            | 511           | 50°30′59″ s. š., 15°13′52″ v. d. | Vyskeřská vrchovina     | modrá turistická značka · zelená turistická značka  |
| 5.  | Mezihoří          | 510           | 50°26′15″ s. š., 15°44′03″ v. d. | Libotovský hřbet        | neznačeno                                           |
| 6.  | Hrobka            | 487           | 50°38′55″ s. š., 15°06′49″ v. d. | Českodubská pahorkatina | neznačeno                                           |
| 7.  | Vyskeř            | 466           | 50°31′55″ s. š., 15°09′35″ v. d. | Vyskeřská vrchovina     | modrá turistická značka                             |
| 8.  | Čeperka           | 466           | 50°25′34″ s. š., 15°43′06″ v. d. | Libotovský hřbet        | neznačeno                                           |
| 9.  | Přivýšina         | 464           | 50°27′58″ s. š., 15°19′14″ v. d. | Vyskeřská vrchovina     | zelená turistická značka                            |
| 10. | Mužský            | 463           | 50°31′40″ s. š., 15°02′46″ v. d. | Vyskeřská vrchovina     | neznačeno                                           |
| 11. | Záleský vrch      | 459           | 50°25′14″ s. š., 15°45′58″ v. d. | Libotovský hřbet        | neznačeno                                           |
| 12. | Velká hůra        | 458           | 50°29′02″ s. š., 15°15′54″ v. d. | Vyskeřská vrchovina     | neznačeno                                           |
| 13. | Kostelní vrch     | 456           | 50°39′55″ s. š., 15°04′42″ v. d. | Českodubská pahorkatina | neznačeno                                           |
| 14. | Zbiroh            | 453           | 50°37′26″ s. š., 15°11′25″ v. d. | Turnovská stupňovina    | zelená turistická značka                            |
| 15. | Malá Svinčice     | 451           | 50°27′51″ s. š., 15°17′01″ v. d. | Vyskeřská vrchovina     | neznačeno                                           |
| 16. | Chlum             | 450           | 50°23′39″ s. š., 15°34′11″ v. d. | Hořický hřbet           | neznačeno                                           |
| 17. | Maxinec           | 449           | 50°23′59″ s. š., 15°31′25″ v. d. | Hořický hřbet           | červená turistická značka                           |
| 18. | Velká Svinčice    | 448           | 50°27′45″ s. š., 15°17′08″ v. d. | Vyskeřská vrchovina     | neznačeno                                           |
| 19. | Na Šturmově kopci | 448           | 50°24′45″ s. š., 15°45′03″ v. d. | Libotovský hřbet        | neznačeno                                           |
| 20. | Brada             | 438           | 50°28′02″ s. š., 15°19′45″ v. d. | Vyskeřská vrchovina     | naučná turistická značka                            |
| 21. | Čertí kopeček     | 433           | 50°37′05″ s. š., 15°13′49″ v. d. | Turnovská stupňovina    | neznačeno                                           |
| 22. | Veliš             | 429           | 50°25′01″ s. š., 15°18′53″ v. d. | Jičíněveská pahorkatina | žlutá turistická značka                             |
| 23. | U Kříže           | 429           | 50°22′58″ s. š., 15°37′03″ v. d. | Hořický hřbet           | červená turistická značka · žlutá turistická značka |
| 24. | Nový hrádek       | 427           | 50°28′13″ s. š., 15°17′01″ v. d. | Vyskeřská vrchovina     | neznačeno                                           |
| 25. | Čeperka           | 427           | 50°25′17″ s. š., 15°41′41″ v. d. | Libotovský hřbet        | neznačeno                                           |
| 26. | Loreta            | 425           | 50°25′19″ s. š., 15°17′50″ v. d. | Jičíněveská pahorkatina | žlutá turistická značka                             |
| 27. | Ovčí vrch         | 425           | 50°38′55″ s. š., 15°00′18″ v. d. | Českodubská pahorkatina | neznačeno                                           |
| 28. | Hřibojedský vrch  | 425           | 50°24′00″ s. š., 15°49′42″ v. d. | Libotovský hřbet        | neznačeno                                           |
| 29. | Plechovsko        | 422           | 50°32′12″ s. š., 15°09′30″ v. d. | Vyskeřská vrchovina     | neznačeno                                           |
| 30. | Cestník           | 421           | 50°33′22″ s. š., 15°10′18″ v. d. | Vyskeřská vrchovina     | neznačeno                                           |
| 31. | Vřešťovský chlum  | 421           | 50°22′08″ s. š., 15°41′43″ v. d. | Hořický hřbet           | žlutá turistická značka                             |
| 32. | Na Konicích       | 420           | 50°33′56″ s. š., 15°09′42″ v. d. | Vyskeřská vrchovina     | neznačeno                                           |
| 33. | Stávek            | 416           | 50°32′36″ s. š., 15°11′11″ v. d. | Vyskeřská vrchovina     | neznačeno                                           |
| 34. | Hůra              | 415           | 50°24′05″ s. š., 15°30′20″ v. d. | Hořický hřbet           | červená turistická značka                           |
| 35. | Kamenec           | 414           | 50°37′26″ s. š., 15°02′55″ v. d. | Českodubská pahorkatina | neznačeno                                           |
| 36. | Židlovská horka   | 409           | 50°35′55″ s. š., 14°51′51″ v. d. | Českodubská pahorkatina | neznačeno                                           |
| 37. | Prosíčská horka   | 408           | 50°35′41″ s. š., 14°53′08″ v. d. | Českodubská pahorkatina | neznačeno                                           |
| 38. | Na Stráni         | 407           | 50°34′57″ s. š., 15°14′20″ v. d. | Turnovská stupňovina    | neznačeno                                           |
| 39. | Jestřábí          | 405           | 50°37′39″ s. š., 14°58′02″ v. d. | Českodubská pahorkatina | neznačeno                                           |
| 40. | Hrada             | 404           | 50°31′53″ s. š., 15°02′05″ v. d. | Vyskeřská vrchovina     | neznačeno                                           |
| 41. | Na Chocholce      | 400           | 50°36′48″ s. š., 15°11′10″ v. d. | Turnovská stupňovina    | neznačeno                                           |

## Seznam vrcholů podle prominence
Seznam vrcholů podle prominence obsahuje všechny hory a kopce s prominencí (relativní výškou) nad 100 metrů, bez ohledu na nadmořskou výšku. Takových je v Jičínské pahorkatině 10. Nejprominentnější jsou Trosky (207 metrů), druhá Vyskeř má prominenci 193 metrů. Nejvyšší Sokol je až čtvrtý (139 metrů).
| #   | Vrchol    | Výška m n. m. | Promi- nence | Izolace (km)           | Souřadnice                       | Přístup                                            |
| --- | --------- | ------------- | ------------ | ---------------------- | -------------------------------- | -------------------------------------------------- |
| 01. | Trosky    | 511           | 207          | 6,3 → Ředice           | 50°30′59″ s. š., 15°13′52″ v. d. | modrá turistická značka · zelená turistická značka |
| 02. | Vyskeř    | 466           | 193          | 5,3 → Trosky           | 50°31′55″ s. š., 15°09′35″ v. d. | modrá turistická značka                            |
| 03. | Mužský    | 463           | 175          | 8,0 → Vyskeř           | 50°31′40″ s. š., 15°02′46″ v. d. | neznačeno                                          |
| 04. | Sokol     | 563           | 139          | 2,7 → Hamštejnský vrch | 50°37′56″ s. š., 15°12′20″ v. d. | žlutá turistická značka                            |
| 05. | Přivýšina | 464           | 131          | 4,4 → Hůra             | 50°27′58″ s. š., 15°19′14″ v. d. | zelená turistická značka                           |
| 06. | Baba      | 363           | 129          | 7,3 → Kněžský          | 50°27′17″ s. š., 14°57′20″ v. d. | modrá turistická značka                            |
| 07. | Maxinec   | 450           | 127          | 6,1 → Na Zámcích       | 50°23′59″ s. š., 15°31′25″ v. d. | červená turistická značka                          |
| 08. | Veliš     | 429           | 121          | 5,4 → Velká Svinčice   | 50°25′01″ s. š., 15°18′53″ v. d. | žlutá turistická značka                            |
| 09. | Káčov     | 351           | 108          | 3,9 → Hrada            | 50°33′03″ s. š., 14°59′08″ v. d. | zelená turistická značka                           |
| 10. | Chlum     | 449           | 101          | 3,2 → Maxinec          | 50°23′39″ s. š., 15°34′11″ v. d. | neznačeno                                          |